# Tang Gaozu
Tang Gaozu (ur. 8 kwietnia 566, zm. 25 czerwca 635) – pierwszy cesarz z chińskiej dynastii Tang, panujący od 618 do 626. Pochodził z rodu Li (imię rodowe Li Yuan), który w 617 roku podbił Chang’an. Przy wsparciu kaganatu tureckiego wyeliminował pretendentów do tronu dając początek panowaniu dynastii Tang. W czasie panowania wprowadził reformę podatkową i monetarną. W 626 abdykował na rzecz swojego ambitnego syna Li Shimin, który wcześniej pokonał swych braci.